# Chris Kaman
Pour les articles homonymes, voir Kaman.
Chris Kaman, né le 28 avril 1982 à Grand Rapids (Michigan) aux États-Unis, est un joueur américano-allemand de basket-ball.

## Biographie

### Carrière NBA
Après sa carrière universitaire à Central Michigan, il est sélectionné par les Clippers de Los Angeles en sixième position lors de la draft 2003 de la NBA.
Dès sa saison rookie, Chris Kaman s'impose dans sa nouvelle équipe en étant titulaire 61 matchs dans l'année au poste de pivot. Au fil des années, il s'améliore pour s'imposer comme le pivot titulaire des Clippers.
En 2007-2008, il réalise une excellente saison (environ 16 points, 13 rebonds et 3 contres de moyennes) mais elle est gâchée à cause d'une blessure tout comme la saison suivante où il ne dispute que 31 matchs.
En 2009-2010, il est sélectionné au NBA All-Star Game pour remplacer Brandon Roy. Ses moyennes sur la saison sont de 18,5 points et 9,3 rebonds. Cette même année il réalise son record de points avec 29 lors d'une rencontre contre les Rockets de Houston.
En 2010-2011, il est encore blessé et ne joue que 32 matchs.
En décembre 2011, Kaman est échangé, avec Eric Gordon, Al-Farouq Aminu et un choix de premier tour de la Draft 2012 de la NBA, aux Hornets de la Nouvelle Orléans contre le meneur Chris Paul.
En fin de contrat avec les Hornets de la Nouvelle Orléans, Chris Kaman est free agent, agent libre, lors de l'intersaison 2012. Il choisit de signer aux Mavericks de Dallas pour un contrat d'un an et 8 millions de dollars.
Alors qu'il tournait à 10,5 points, 5,6 rebonds, et 0,8 passe en 20,7 minutes par match, Kaman quitte les Mavericks de Dallas pour s'engager avec les Lakers pour un an avec un contrat de 3,2 millions de dollars à la clé.
En juillet 2014, devenu agent libre, il signe aux Trail Blazers de Portland.

### Sélection nationale
En juillet 2008, Chris Kaman obtient la nationalité allemande grâce à ses arrière-grands-parents nés en Allemagne. Il peut donc ainsi participer au tournoi préolympique à Athènes en Grèce avec l'Allemagne. Lors de son premier match face au Cap-Vert, il réalise un double-double avec dix points et dix rebonds. L'Allemagne se qualifie pour les Jeux olympiques de Pékin. Lors de ceux-ci, il marque 10,4 points de moyennes et capte 6 rebonds. L'Allemagne termine dixième.
Pour l'Euro 2011, il marque 15,8 points et capte 10 rebonds dans une compétition où l'Allemagne termine au neuvième rang.

## Records sur une rencontre en NBA
Les records personnels de Chris Kaman en NBA sont les suivants, :
| Type de statistique        | Saison régulière | Saison régulière          | Saison régulière | Playoffs | Playoffs          | Playoffs      |
| Type de statistique        | Record           | Adversaire                | Date             | Record   | Adversaire        | Date          |
| -------------------------- | ---------------- | ------------------------- | ---------------- | -------- | ----------------- | ------------- |
| Points                     | 29               | @ Rockets de Houston      | 22 décembre 2009 | 15       | 2 fois            | 2 fois        |
| Paniers marqués            | 13               | 3 fois                    | 3 fois           | 7        | Suns de Phoenix   | 18 mai 2006   |
| Paniers tentés             | 26               | Thunder d'Oklahoma City   | 11 novembre 2009 | 12       | Nuggets de Denver | 22 avril 2006 |
| Paniers à 3 points réussis | 1                | @ Pistons de Détroit      | 6 mars 2016      | -        | -                 | -             |
| Paniers à 3 points tentés  | 2                | Warriors de Golden State  | 19 février 2016  | -        | -                 | -             |
| Lancers francs réussis     | 11               | Jazz de l'Utah            | 13 décembre 2006 | 5        | Nuggets de Denver | 22 avril 2006 |
| Lancers francs tentés      | 16               | Jazz de l'Utah            | 13 décembre 2006 | 5        | Nuggets de Denver | 22 avril 2006 |
| Rebonds offensifs          | 9                | @ Pacers de l'Indiana     | 21 décembre 2005 | 7        | @ Suns de Phoenix | 16 mai 2006   |
| Rebonds défensifs          | 19               | 3 fois                    | 3 fois           | 12       | @ Suns de Phoenix | 10 mai 2006   |
| Rebonds totaux             | 23               | Timberwolves du Minnesota | 13 mars 2006     | 16       | @ Suns de Phoenix | 10 mai 2006   |
| Passes décisives           | 8                | @ Kings de Sacramento     | 7 mars 2012      | 2        | 3 fois            | 3 fois        |
| Interceptions              | 4                | Timberwolves du Minnesota | 13 mars 2006     | 1        | 7 fois            | 7 fois        |
| Contres                    | 9                | Nets du New Jersey        | 19 janvier 2008  | 4        | Suns de Phoenix   | 12 mai 2006   |
| Balles perdues             | 7                | 5 fois                    | 5 fois           | 5        | Nuggets de Denver | 24 avril 2006 |
| Minutes jouées             | 49               | Wizards de Washington     | 23 mars 2011     | 43       | Nuggets de Denver | 22 avril 2006 |

- Double-double : 180 (dont 4 en playoffs)
- Triple-double : 0